# Alchemilla orduensis
Alchemilla orduensis är en rosväxtart som beskrevs av B. Pawl.. Alchemilla orduensis ingår i släktet daggkåpor, och familjen rosväxter. Inga underarter finns listade i Catalogue of Life.